# 白承賢 (1975年)
白承弦（韓語：백승현，1975年3月1日—），亦被譯作白承賢，韓國男演員。2000年SBS第9期公開甄選演員。

## 演出作品

### 電視劇

#### 2000年代
- 2000年：SBS《茱麗葉的男朋友》
- 2000年：SBS《好男好女》
- 2001年：SBS《鋼琴》
- 2001~2002年：SBS《华丽的时节》饰演 李大植
- 2003年：SBS《All In 真愛賭注》
- 2004年：MBC《英雄時代》
- 2004年：SBS《土地》飾演 趙秉修（少年）
- 2005年：SBS《只有你》
- 2005年：SBS《堅強的野花》
- 2005年：KBS《黃金蘋果》
- 2006年：SBS《人妻的秘密》
- 2007年：MBC《搞笑一家親》
- 2007年：SBS《外科醫生奉達熙》飾演 金玄彬
- 2008年：SBS《一枝梅》
- 2009年：SBS《該隱與亞伯》飾演 崔治秀
- 2009年：SBS《燦爛的遺產》飾演 李俊亨
- 2009年：SBS《不要猶豫》
- 2009年：SBS《耶誕節會下雪嗎》

#### 2010年代
- 2010年：SBS《檢察官公主》飾演 金東碩
- 2010年：SBS《不懂女人》飾演 金振友
- 2011年：SBS《Midas》飾演 昌秀
- 2011年：SBS《Sign》飾演 李哲元
- 2011年：SBS《對我說謊試試》飾演 相親男
- 2011年：SBS《城市獵人》飾演 朴浩植
- 2011年：SBS《我的愛在我身邊》
- 2011年：SBS《加油！歐巴桑》飾演 羅善才
- 2012年：SBS《我人生的甘霖》飾演 權原石
- 2012年：SBS《幽靈》飾演 姜恩鎮
- 2012年：SBS《五指》飾演 律師
- 2012年：SBS《大風水》飾演 鄭道傳
- 2013年：SBS《主君的太陽》飾演 池尚宇
- 2013年：SBS《奇怪的保姆》飾演 金課長
- 2013年：SBS《欲戴王冠，必承其重－繼承者們》飾演 鄭秘書
- 2014年：SBS《你們被包圍了》飾演 宋錫元
- 2014年：SBS《就要相愛》飾演 李英哲
- 2014年：SBS《秘密之門》飾演 申致雲
- 2016年：SBS《對，就是那樣》飾演 權東哲
- 2016年：SBS《大撲》飾演 張希載
- 2016年：SBS《Wanted》飾演 崔弼久
- 2018年：SBS《能先接吻嗎？》飾演 獸醫

### 電影
- 2004年：《竹馬之友》
- 2005年：《心動長腿叔叔》
- 2012年：《Home Sweet Home》
- 2013年：《清夜》

## 獲獎
- 2009年：SBS演技大賞－Drama Special部門 男配角獎（該隱與亞伯）